# 古在豊樹
古在 豊樹（こざい とよき、1943年(昭和18年)9月25日 - ）は、日本の生物環境学者。農学博士。千葉大学名誉教授。第12代千葉大学学長。祖父古在由直も豊樹と同様、農芸化学者で東京大学総長を務めた。父親は元名古屋大学教授のマルクス哲学者古在由重である。「古在機構」等で知られる、国立天文台初代台長を務めた天文学者の古在由秀は従兄（由直の長男である由正の子。由重は次男）。
千葉大学学長時の平成18年度文部科学省大学評価委員会による実績評価では、「年度計画の16項目すべてにおいて、中期目標・中期計画を『上回って実施している』あるいは『十分に実施している』」と評価を受けた。
また、平成19年度には学生・教職員に向けて「底力宣言！千葉大学」の決意表明を行った。

## 経歴
- 1943年 東京都出身
- 1967年 千葉大学園芸学部園芸学科卒業
- 1969年 東京大学大学院農学系研究科修士課程修了
- 1972年 東京大学大学院農学系研究科博士課程修了、学位取得
- 1973年 大阪府立大学農学部助手
- 1975年 オランダ政府奨学生・ワーヘニンゲン農学・生物研究センター
- 1977年 千葉大学助教授（園芸学部）
- 1989年 米国・ニュージャージー州・ラトガース大学 文部省在外研究員
- 1990年 千葉大学園芸学部教授
- 1995年 同大学院自然科学研究科教授
- 1999年 同園芸学部長
- 2003年 同環境健康フィールド科学センター長
- 2005年 千葉大学学長
- 2008年 同大学教授 環境健康フィールド科学センター
- 2009年 同大学定年退職
- 2009年 同大学環境健康フィールド科学センター寄附研究部門客員教授
- 2009年 同大学名誉教授
- 2012年 同大学退職

## 受賞・栄典
- 2002年 - 紫綬褒章[4]
- 2019年 - 瑞宝重光章[5][6]
- 2024年 - 文化功労者[7]